# RSA Fellowship
Het RSA Fellowship is een internationale gemeenschap van meer dan 31.000 mensen die bekend zijn of invloed hebben in hun vakgebied en lid zijn van de Royal Society of Arts. Deze Fellows zijn wetenschappers, ondernemers, innovatoren, kunstenaars, journalisten, architecten, ingenieurs en zoveel meer. Wat hen bindt is de set van gedeelde waarden vooruitgeschoven door de RSA, het streven naar een betere maatschappij en een jaarlijkse bijdrage.

## Verwijzingen
1. ↑  RSA Fellowship